# Феоліпт (Фенерліс)
Феоліпт (грец. Θεόληπτος в миру Яковос Фенерліс, грец. Ιάκωβος Φενερλής, нар. 17 квітня 1957 , Тараб’яd ) — єпископ Константинопольського патріархату, митрополит Іконійський, іпертим і екзарх всієї Лікаонії.

## Біографія
Народився 17 квітня 1957 року в Терапії Боспорській (Тараб'я) в Туреччині. Початкову освіту здобув у міській школі у себе на батьківщині, подальше навчання проходив в гімназії і ліцеї Стамбула. По завершенні середньої освіти поступив на богословський факультет Університету Аристотеля в Салоніках.
27 квітня 1977 в патріаршому соборі святого Георгія на Фанарі був висвячений в сан диякона своїм духовним наставником, митрополитом Філадельфійським Варфоломієм (Арходонісом) .
14 листопада 1995 року названий великим архідияконом. У цьому сані залишався до 21 листопада 1997 року, коли Патріархом Константинопольським Варфоломієм був висвячений в сан пресвітера і зведений в сан протосингела (керуючого справами Патріархії).
4 вересня 2000 року по пропозицією Патріарха Константинопольського Варфоломія рішенням Священного Синоду Константинопольської православної церкви обраний митрополитом Іконійським зі збереженням посади протосингела Патріархії. 10 вересня в Патріаршому соборі святого Георгія на Фанарі був висвячений на митрополита Іконійського, хіротонію здійснили: патріарх Константинопольський Варфоломій, митрополит Лістрійський Калинник (Александрідіс), митрополит Деркський Костянтин (Харісиадіс), митрополит Метрійський Феокліт (Рокас), митрополит Єріський Никодим (Анагносту), митрополит Лаодикійський Яків (Софроніадіс), митрополит Філадельфійський Мелітон (Карас), митрополит Севастійський Димитрій (Комматас) і митрополит Міріофітський Іриней (Іоаннідіс) .
У лютому 2008 року був звільнений з посади великого протосингела. Одночасно з ним були звільнені митрополит Севастійський Димитрій (Комматас) з посади глави особистої канцелярії Патріарха Вафоломія та митрополит Філадельфійський Мелітон (Карас) з посади секретаря Священного синоду.
8 листопада 2020 року, у свято Собору Архістратига Божого Михаїла (за новоюліанським календарем), взяв участь у хіротонії екзарха Константинопольського патріархату Михаїла (Аніщенка) в храмі Святих Архангелів у Стамбулі. Хіротонію очолював Вселенський патріарх у співслужінні духовенства ПЦУ.